# Jodo-dono
Jodo-dono (淀殿) nebo také Jodogimi (淀君) (14. srpna 1569 Hrad Odani – 5. června 1615 Ósacký hrad) byla jednou z důležitých postav pozdního období Sengoku. Někdy je uváděna též jako Čača (茶々, Chacha). Byla konkubínou a druhou manželkou Hidejoši Tojotomiho, svého času nejmocnějšího muže Japonska. Byla matkou Hidejošiho nástupce Hidejoriho Tojotomiho. Žila v době velkých změn a převratů a aktivně se zajímala o politiku i správu země. Z pozice Hidejoriho opatrovnice se po pádu Rady pěti regentů aktivně pokoušela o obnovu moci klanu Tojotomi. Jodo-dono vedla spolu se svým synem poslední boj proti šógunátu Tokugawa při obléhání Ósaky.
Jejím otcem byl Nagamasa Azai, její matka se jmenovala Oiči (1547–1583). Jodo-dono měla dvě sestry, Ohacu a Oejo. Její sestra Oejo se stala manželkou druhého šóguna klanu Tokugawa, Hidetady Tokugawy a zakladatelkou následnické linie šógunů. Později získala titul Ómidaidokoro (大御台所).
Za svého života byla Jodo-dono nazývána různými jmény podle toho, kde zrovna žila a v jaké pozici se nacházela. Používala například jméno Jodo-no-kata, Jodo-no-ue-sama (čestný titul pro manželku císaře nebo šóguna), Jodo-no-njobo (manželka nebo dvorní dáma), Ninomaru-dono (druhá dáma), Niši-no-maru-dono, atd.
Po Hidejošiho smrti přijala tonsuru a pod jménem Daikóin (大広院) se uchýlila do buddhistického kláštera. Byla zakladatelkou chrámu Jógen-in (養源院) v Kjótu.

## Život
V roce 1570 její otec Nagamasa zrušil spojenectví s Nobunagou Odou a nastalo období bojů, které trvalo až do roku 1573. Tehdy Nobunagova armáda obklíčila Nagamasu na hradě Odani. Nobunaga vyjednal bezpečný průchod pro Oiči, spolu s ní hrad opustila i Jodo-dono a její matka. Hrad Odani poté padl a mezi mrtvými byl i Nagamasa.
Roku 1582 se její matka Oiči vdala za Kacuie Šibatu a žila s ním svými dcerami na hradě Kitanošo (北ノ庄城, Kitanoshō-jō) v dnešním Fukui. Následujícího roku však hrad jako následek prohrané bitvy u Šizugatake oblehl Hidejoši Tojotomi a do základů ho vypálil. Když bylo jasné, že se posádka hradu neubrání, Kacuie Oiči zabil a následně sám spáchal seppuku.
Hidejoši dcery ušetřil a Jodo-dono přijal za konkubínu. Roku 1588 Jodo-dono porodila, k Hidejošiho velké radosti, syna. Byl to jeho první syn. Hidejošiho manželka Kódai-in děti mít nemohla, takže na Jodo-dono postupně přešlo mnoho jejích výsad. Jodo-dono nakonec s Hidejošim měla syny dva. První syn, Curumacu, brzy po narození zemřel (roku 1591). Druhý syn, Hidejori Tojotomi (narozen 1593), se dožil dospělosti a měl se stát Hidejošiho nástupcem. V roce 1594 se Jodo-dono s dětmi přestěhovala na hrad Fušimi. Když pak Hidejoši v roce 1598 zemřel, ztratil klan Tojotomi i Jodo-dono sama velkou část svého vlivu.
Vztahy mezi klany Tokugawa a Tojotomi se od Hidejošiho smrti neustále zhoršovaly, což vyústilo v bitvu u Sekigahary a pozdější obléhání Ósaky. Po bitvě u Sekigahary se Jodo-dono postavila vítěznému Iejasuovi, který v Edu začal budovat vojenskou vládu. Jodo-dono sama se bitvy u Sekigahary aktivně neúčastnila, bitvy se ale na straně poražených zúčastnilo více než 2 000 vazalů klanu Tojotomi. Iejasu po bitvě část území rodu Tojotomi rozdělil jako odměnu svým vazalům.

Jodo-dono odmítla Iejasuův požadavek, aby její syn Hidejori prokázal Iejasu Tokugawovi vazalství a odešel do hlavního města Kjóta. Klan Tojotomi pak byl při obléhání Ósaky v letech 1614 a 1615 zcela poražen. Při dobytí hradu Jodo-dono nejspíše zahynula.

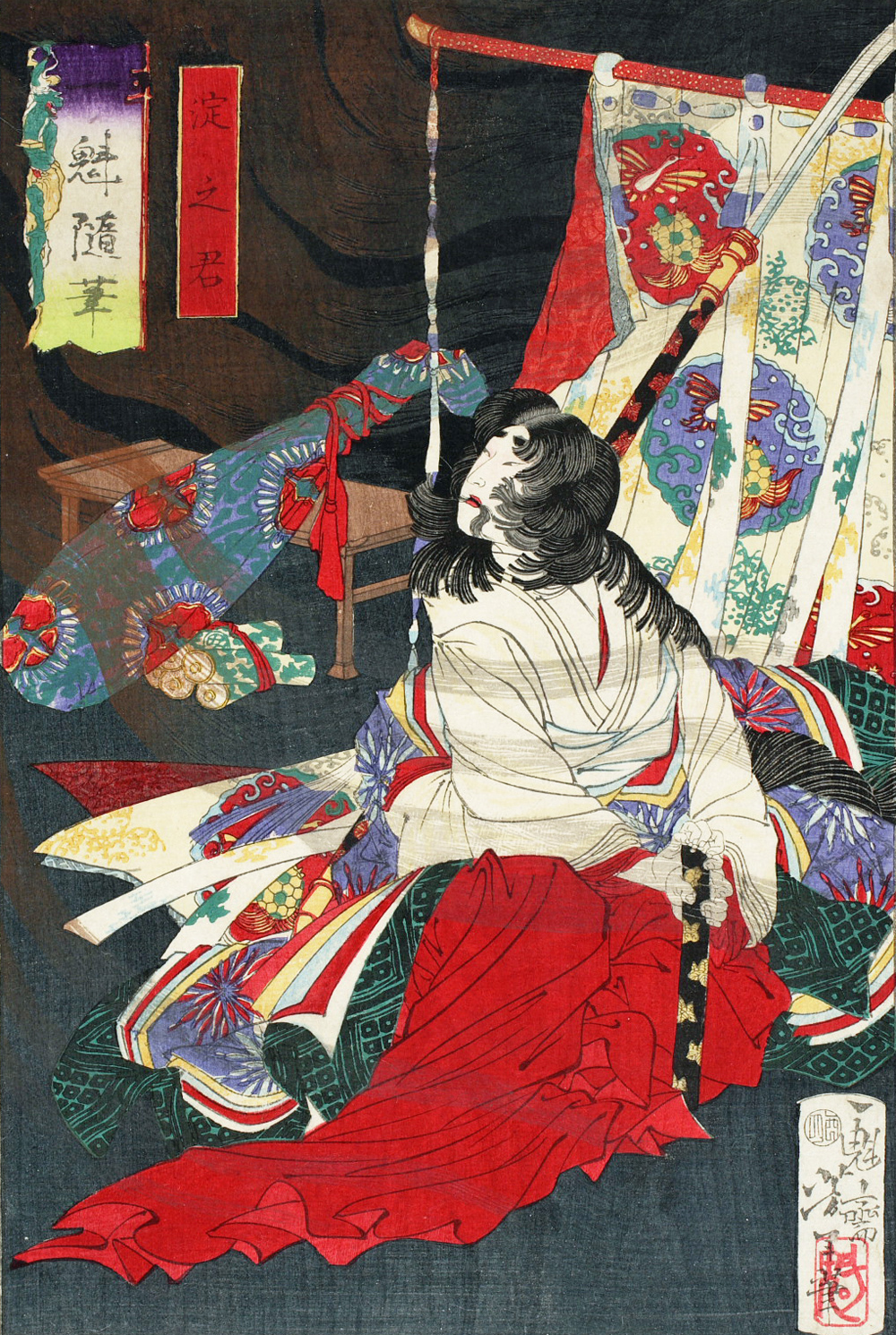
Jodo no kimi, dřevoryt z roku 1873.

Nikdo však nebyl svědkem jejích posledních okamžiků a nenašlo se ani její tělo. Existuje tedy nepotvrzená teorie, že se zachránila útěkem do provincie Sacuma.